# جادة 7 (مسلسل)
جادة 7، مسلسل كويتي. يتكون من 30 حلقة، يتحدث عن غنومة سعاد عبد الله المتزوجة من السفير محمد المنصور.

## بطولة
- سعاد عبد الله.
- محمد المنصور.
- منصور المنصور.
- حسين المنصور.
- فخرية خميس.
- سعاد علي.
- ميساء مغربي.
- مرام.
- يلدا.
- منصور حسين المنصور.